# Dimethoxybenzoesäuren
Die Dimethoxybenzoesäuren bilden eine Stoffgruppe von aromatischen Verbindungen, die sich sowohl von der Benzoesäure als auch von Dimethoxybenzolen ableiten. Die Struktur besteht aus einem Benzolring mit angefügter Carboxygruppe (–COOH) und zwei Methoxygruppen (–OCH3) als Substituenten. Durch deren unterschiedliche Anordnung ergeben sich sechs Konstitutionsisomere mit der Summenformel C9H10O4.
| keine GHS-Piktogramme |

| keine GHS-Piktogramme |

| Gefahrensymbol |

| Gefahrensymbol |

| keine GHS-Piktogramme |

| keine GHS-Piktogramme |